# Robert Wulnikowski
Robert Wulnikowski (* 11. Juli 1977 in Bydgoszcz, Polen) ist ein ehemaliger deutsch-polnischer Fußballspieler und jetziger Fußballtrainer. Der Torhüter steht seit Sommer 2021 beim FC Ingolstadt 04 als Torwarttrainer unter Vertrag.

## Spielerkarriere
Wulnikowski begann mit dem Fußballspielen in seiner Geburtsstadt bei Zawisza Bydgoszcz. 1990 kam er in die Jugendabteilung des FC Schalke 04 und rückte 1997 in die zweite Mannschaft des Vereins auf, mit der er in der Oberliga Westfalen spielte. 1999 erfolgte der Wechsel zum Regionalligisten 1. FC Union Berlin, bei dem Wulnikowski zunächst hinter Kay Wehner (Saison 1999/2000) und Sven Beuckert (2000 bis 2002) Ersatztorhüter war. 2001 stieg er mit dem Verein in die 2. Bundesliga auf, ohne allerdings ein Ligaspiel bestritten zu haben. Im DFB-Pokal 2000/01 gelang Union Berlin der Einzug ins Finale (0:2 gegen den FC Schalke 04). Wulnikowski kam dabei beim Viertelfinalsieg gegen den Bundesligisten VfL Bochum (1:0) nach 30 Minuten für den verletzten Beuckert zum Einsatz. Erst nach der Entlassung des langjährigen Trainers Georgi Wassilew im Oktober 2002 und der Verpflichtung von Trainer Mirko Votava konnte sich Wulnikowski gegen Beuckert durchsetzen und wurde Stammtorhüter. Bis zum Ende der Saison 2003/04, nach der der Verein als Tabellenvorletzter wieder absteigen musste, absolvierte Wulnikowski insgesamt 54 Zweitligapartien für den Verein.
Nach dem Zweitligaabstieg von Union Berlin wechselte Wulnikowski für eine nicht bekannte Ablösesumme zum Zweitligaaufsteiger Rot-Weiss Essen. Dort stand er zu Beginn der Saison im Startaufgebot, patzte aber bereits am 1. Spieltag (1:5 gegen Erzgebirge Aue) und wurde am 3. Spieltag von Trainer Jürgen Gelsdorf durch René Renno ersetzt, weil er laut Gelsdorf „nicht die Ruhe und Gelassenheit ausstrahlt, die er und seine Vorderleute nötig haben“. Bis zum Saisonende wurde Wulnikowski nicht mehr eingesetzt und nach dem Abstieg in die Regionalliga wurde sein Vertrag aufgelöst.
Wulnikowski schloss sich daraufhin 2005 dem VfR Aalen in der Regionalliga Süd an. Zwei Spielzeiten absolvierte er als Stammtorhüter bei dem Verein und belegte zweimal Rang sechs in der Endtabelle. Im April 2007 gab Wulnikowski seinen Wechsel zum Ligakonkurrenten Sportfreunde Siegen bekannt. Dort stand er in der Saison 2007/08 als Stammtorhüter im Kader.
Vor der Saison 2008/09 wechselte er zum Drittligisten Kickers Offenbach. Dort verlängerte er in der Winterpause 2009/10 seinen Vertrag um weitere drei Jahre.
2010/11 hielt Wulnikowski in der 2. Runde des DFB-Pokals im Elfmeterschießen gegen Borussia Dortmund zwei Elfmeter; Offenbach zog in die 3. Runde ein.
Am 6. November 2012 wurde bekannt, dass sein zum Saisonende auslaufender Vertrag bei Kickers Offenbach um ein weiteres Jahr bis zum 30. Juni 2014 verlängert wurde. Nach anderen Quellen verlängerte er gar bis 2015. Das Vertragswerk sicherte ihm monatliche Bezüge in Höhe von 17.000 Euro Grundgehalt nebst Prämien zu. Allerdings befindet sich Wulnikowski derzeit in einer arbeitsgerichtlichen Auseinandersetzung mit Kickers Offenbach, das sich durch den Insolvenzverwalter darauf beruft, der Vertrag sei mit dem Offenbacher Zwangsabstieg erloschen.
Nach einem kurzen Intermezzo bei der 2. Mannschaft von RB Leipzig wechselte Wulnikowski im Sommer 2014 zum ambitionierten Regionalligisten Würzburger Kickers mit Trainer Bernd Hollerbach. Nach zwei aufeinanderfolgenden Aufstiegen, bei denen Wulnikowski jeweils Stammtorwart war, spielen die Würzburger seit der Saison 2016/17 in der 2. Bundesliga. Auch dort behielt Wulnikowski seinen Stammplatz, obwohl mit Jörg Siebenhandl ein neuer Torwart verpflichtet wurde. Im Februar 2017 verlängerte Wulnikowski seinen zum Saisonende auslaufenden Vertrag um ein weiteres Jahr bis zum Juni 2018, zog sich jedoch kurz darauf im März einen Kreuzbandanriss zu und fiel auf unbestimmte Zeit aus. Im Juni 2017 verkündete er das Ende seiner aktiven Laufbahn.

## Trainerkarriere
Seit der Saison 2017/18 war er Torwarttrainer unter Cheftrainer Michael Schiele bei den Würzburger Kickers sowie unter dessen Nachfolgern Marco Antwerpen und Bernhard Trares. Am 11. Januar 2021 wurde bekanntgegeben, dass Wulnikowskis Vertrag mit dem FWK in beiderseitigem Einvernehmen aufgelöst wird und Marco Langner seinen Posten übernimmt. Seit der Saison 2021/22 steht er beim FC Ingolstadt 04 als Torwarttrainer unter Vertrag.

## Privates
Wulnikowski ist verheiratet und Vater zweier Söhne.

## Erfolge
- Aufstieg in die 3. Liga 2015 mit den Würzburger Kickers
- Aufstieg in die 2. Bundesliga 2016 mit den Würzburger Kickers